# Rakkestad
Rakkestad é uma comuna da Noruega, com 433 km² de área e 7 232 habitantes (censo de 2004).         